# キサントゲン酸

キサントゲン酸の一般構造式

キサントゲン酸（キサントゲンさん、xanthic acid）とは、一般式が ROC(=S)SH と表される有機硫黄化合物のこと。あるいは特に O-エチル体 C2H5OC(=S)SH の慣用名。遊離のキサントゲン酸は一般に安定性に乏しく、もっぱら S-エステルや塩の形で取り扱われる。ジチオ炭酸 (dithiocarbonic acid) の O-エステルにあたるため、IUPAC はすでに「キサントゲン酸」の名称の使用を推奨していない (not recommended)。誘導体も含め黄色い化合物が多く、キサントプロテイン反応やキサントフィルと同様に、黄色という意味のギリシャ語由来の接頭辞 xanth- を冠する。

## キサントゲン酸塩
キサントゲン酸のカリウム塩は、アルコールに二硫化炭素と水酸化カリウムを反応させると生成する。O-エチル体は淡黄色の固体で、市販品も入手可能である。
{\displaystyle {\ce {ROH + CS2 + KOH ->ROC(=S)SK + H2O}}}
分析化学におけるキレート剤としての利用が知られる。

## キサントゲン酸エステル

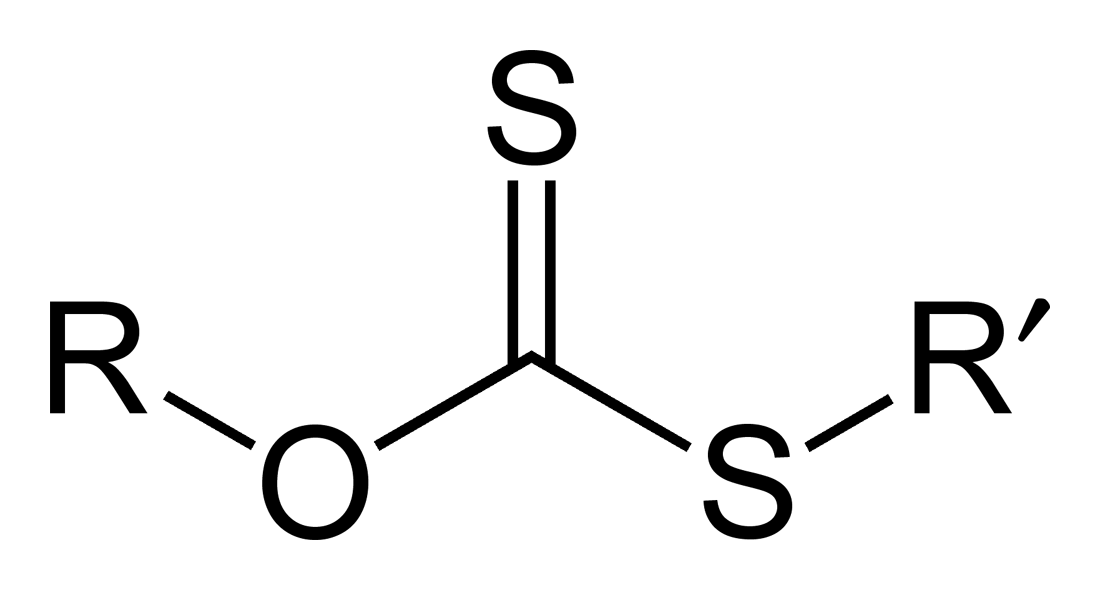
キサントゲン酸エステル。R'≠ H

塩を生成する反応でアルキル化剤を共存させておくと、引き続き S-アルキル化も起こりキサントゲン酸エステルが得られる。
{\displaystyle {\ce {ROH + CS2 + KOH + CH3I -> ROC(=S)SCH3 + KI +H2O}}}
このエステルは熱分解によりアルケンとなるシュガエフ脱離の基質として知られる。
また、このエステルを水素化トリブチルスズで還元することにより、ヒドロキシ基の除去が出来る（バートン・マクコンビー脱酸素化）。